# Pravlov
Pravlov település Csehországban, a Brno-vidéki járásban. Pravlov Mělčany, Trboušany, Dolní Kounice, Kupařovice és Němčičky településekkel határos. Lakosainak száma 675 fő (2024. január 1.).

## Népesség
A település lakosságának változását az alábbi diagram mutatja:
| Lakosok száma | 631  | 623  | 582  | 514  | 516  | 574  | 582  | 604  | 653  | 675  |
|               | 1869 | 1900 | 1921 | 1961 | 1980 | 2011 | 2016 | 2019 | 2021 | 2024 |